# القرنة (مذيخرة)

تعديل مصدري - تعديل

القرنة محلة تابعة لقرية الحمادي، التابعة لعزلة الاشعوب بمديرية مذيخرة إحدى مديريات محافظة إب في الجمهورية اليمنية، بلغ تعداد سكانها 21 حسب تعداد اليمن لعام 2004.